# Евен Монтегю
Евен Едвард Семуєль Монтегю (англ. Ewen Edward Samuel Montagu; нар. 19 березня 1901, Лондон — пом. 19 липня 1985, Лондон) — британський юрист, військовий письменник і офіцер (кептєн) військово-морської розвідки Великої Британії, учасник Другої світової війни. Здобув всесвітню славу за свою роль у проведенні операції «Мінсміт», знаменитої дезінформаційної операції під час висадки союзних військ на Сицилію в роки Другої світової війни.

## Біографія
Народився в єврейській родині пера, 2-го барона Свайтлінга Луїса Монтегю, багатого банкіра, відомого англійського фінансиста, політичного та громадського діяча. Дитинство пройшло в Лондоні.
Здобув освіту у Вестмінстерській школі, перш ніж його родина переїхала до Сполучених Штатів, де під час Першої світової війни молодий Монтегю пройшов курси кулеметного інструктора на базі військово-морської авіації США. Після війни родина Монтегю повернулася на Батьківщину, й Евен продовжив навчання спочатку у Триніті-коледжі в Кембриджі, а згодом у Гарвардському університеті, перш ніж отримав освіту професійного юриста в 1924. Однією з найгучніших справ, яку мав молодий адвокат, була справа із захисту Алма Раттенбері в 1935 році, яка звинувачувався у вбивстві свого літнього чоловіка на віллі Мадейра в Борнмуті.
У 1939 році, Монтегю був призначений юрисконсультом короля. У 1923 році Евен Монтегю одружився з донькою відомого англійського художника Соломона Джозефа Соломона.
На початку Другої світової війни, він і його дружина мали фінансові ресурси, щоб відправити їх двох маленьких дітей, щоб жити з родичами в США.
У 1938 Монтегю зарахований до складу Добровольчого Резерву Королівського військово-морського флоту, вважаючи що він зможе допомогти своїй країні. Завдяки своїй юридичній освіті, він був переведений на спеціалізовану службу, звідси його призначили до штаб-квартири Королівського флоту в Халле на посаду помічника офіцера штабу з розвідки. Монтегю служив в управлінні військово-морської розвідки британського Адміралтейства, дослужившись до звання лейтенанта Резерву Королівського військово-морського флоту.
Як представник військово-морського командування у XX комітету, Евен Монтегю курирував роботу з подвійними агентами. Тоді як сквадрон-лідер Чарльз Чолмонделі, начальник засекреченої секції «17M» з XX комітету MI5, який також займався подвійними агентами, запропонував своєму керівництву скинути тіло мертвої людини над територією Франції, з імітацією загибелі британського агента від не розкриття парашута. Обидва офіцера підключилися до розробки операції, яка згодом отримала назву операція «Мінсміт», одна з найвідоміших операцій з дезінформації німців під час війни. За роль в операції «Мінсміт», Евен Монтегю був нагороджений військовим орденом Британської імперії.
У післявоєнний час, з 1945 по 1973 роки, Евен Монтегю займав посаду адвоката Королівського ВМФ. Він є автором книги «Людина, якої ніколи не було» (англ. The Man Who Never Was) (1953), звіт про операції «Мінсміт», сюжет якої ліг в основу художнього фільму, зробленому три роки по тому. Сам Монтегю брав участь в екранізації фільму «Людина, якої ніколи не було», тут він грав роль віце-маршала авіації, який протистоїть його власному характеру (роль Монтегю грає Кліфтон Уебб) на брифінгу. Монтегю також є автором низки книг, які більшою мірою присвячені інформаційним технологіям і шпигунській тактиці у Другій світовій війні.
Молодший брат Евена — Айвор Монтегю, відомий режисер і продюсер фільмів, затятий комуніст та шпигун ГРУ за часів війни.

## Твори
- Montagu, Ewen (1954). The Man Who Never Was. Philadelphia: Lippincott.
- Montagu, Ewen (1974). The Archer-Shee Case. Newton Abbot: David and Charles. ISBN 0-7153-6774-9.
- Montagu, Ewen (1977). Beyond Top Secret ULTRA. Coward McGann and Geoghegan. ISBN 0-698-10882-5.